# Eiðisskarð
Eiðisskarð är ett bergspass i Färöarna (Kungariket Danmark).   Det ligger i sýslan Eysturoya sýsla, i den norra delen av landet, 30 km norr om huvudstaden Tórshavn. Eiðisskarð ligger 392 meter över havet. Det ligger på ön Eysturoy.
Terrängen runt Eiðisskarð är kuperad. Havet är nära Eiðisskarð åt nordväst. Runt Eiðisskarð är det ganska glesbefolkat, med 36 invånare per kvadratkilometer. Närmaste större samhälle är Fuglafjørður, 11,2 km öster om Eiðisskarð. Trakten runt Eiðisskarð består i huvudsak av gräsmarker.